# Jean-Pierre Mignard
Pour les articles homonymes, voir Mignard.
Jean-Pierre Mignard, né à Saint-Cloud (Seine-et-Oise) le 22 mars 1951, est un avocat, essayiste et homme politique français.
Il est un ami intime de François Hollande, dont deux de ses enfants sont ses filleuls. Il participe à la campagne de Ségolène Royal en 2007. En 2011, il apporte son soutien à la candidature de Dominique Strauss-Kahn avant l'organisation des primaires socialistes dont il préside la Haute Autorité. Il s’engage dans la campagne d'Emmanuel Macron le 2 décembre 2016, le lendemain du renoncement à briguer un second mandat de François Hollande.

## Biographie

### Jeunesse et études
Jean-Pierre Mignard étudie à l'université d'Assas et à l'université Panthéon-Sorbonne.

### Parcours professionnel
Avocat au barreau de Paris depuis 1974, Jean-Pierre Mignard est notamment spécialiste des questions de droit pénal des personnes et des affaires. Son domaine d’intervention s’étend également au droit de la presse et de la communication, au droit de la propriété littéraire et artistique, ainsi qu’au droit pénal de l'environnement, au droit communautaire et au droit européen des droits de l'homme,,,.
Il a participé à des collèges de conseils d'États africains (Tchad, Bénin, Cameroun),, dans des litiges territoriaux déférés à la Cour internationale de justice à La Haye sous la direction des professeurs Alain Pellet et Jean-Pierre Cot. Il a été avocat-conseil du Tchad pour l'établissement des conventions d'exploitation de ses ressources pétrolières. Il a participé à des arbitrages internationaux en droit de l'environnement à La Haye et Paris notamment pour le compte de sociétés à capital public ou dans la défense de sportifs de haut niveau comme Christophe Dugarry, ou Jeannie Longo, de journalistes et personnalités des médias comme Michel Drucker,,, et de la création musicale, de grandes collectivités territoriales, et d'établissements publics dans le domaine de l'énergie, d'entreprises privées dans le domaine de l'eau et de l'environnement.
À la fin des années de plomb en Italie, il est l'un des promoteurs, avec le magistrat Louis Joinet et le philosophe Félix Guattari, de la doctrine dite Mitterrand d'accueil de jeunes réfugiés terroristes italiens d'extrême gauche qui sortent de la clandestinité,,,. Il en défend plusieurs dizaines et plaide en faveur de leur amnistie auprès des autorités italiennes. Il a été l’avocat de plusieurs dizaines de dissidents chinois après les manifestations de la place Tian'anmen,.
Après les incidents de Clichy-sous-Bois, il est, avec Emmanuel Tordjman, l'avocat des familles de Zyed et Bouna, les deux jeunes gens morts électrocutés dans un transformateur EDF,,,,,. Lors du jugement, les deux avocats appellent les juges à donner à leur décision une portée symbolique. Le tribunal s'en est tenu à l'application du droit pénal suivant les arguments du procureur, considérant que l'existence de la connaissance claire d'un péril imminent et caractérisé de la part des mis en cause faisait défaut,. Par la suite, il écrit, avec Emmanuel Tordjman L'affaire Clichy, ouvrage publié par les Stock et préfacé par Edwy Plenel. Ce livre sera à l'origine du film L'Embrasement, réalisé par Philippe Triboit et produit par Fabienne Servan-Schreiber (Cine TEVE) et Arte.
Il est notamment intervenu comme conseil dans les dossiers suivants :
- L’attaque du consulat de Turquie à Paris, le 24 septembre 1981, par l'Armée secrète arménienne de libération de l'Arménie[26];
- l'affaire des écoutes de l'Élysée[2],[27],[28] ;
- L’attentat du DC-10 d’UTA[29][source insuffisante];
- Les emplois fictifs de la mairie de Paris, où il défend la ville dirigée par Bertrand Delanoë[30],[31],[32],[33] ;
- Le procès Eurotunnel[34],[35],[36] ;
- Le naufrage du pétrolier Erika[37],[38],[39];
- Le procès Clearstream[40],[41],[42] ;
- La saisine de la Cour pénale internationale pour la République de Côte d’Ivoire sur mandat du Président Alassane Ouattara[43],[44],[45],[46];
- Les procès Mediapart contre l'entourage de Liliane Bettencourt[47],[48],[49],[50], ainsi que contre le contrôle fiscal dont ce site d'information a fait l'objet à la fin de 2013[51],[52].
- le conflit opposant la Confédération nationale du Crédit Mutuel au Crédit Mutuel Arkéa[53].

Il a effectué de nombreuses missions d'observation judiciaire sous mandat de l’Organisation des Nations unies ou d’organisations non gouvernementales en Grèce, en Irlande du Nord (Ulster) au Kosovo, en Serbie, au Maroc, au Congo Brazzaville, en Israël et en Palestine, en Tunisie, en Chine, ou d'une commission d'enquête sur la répression en Iran sous le régime de l'ayatollah Khomeini, notamment avec le journaliste et compagnon de la Libération, Claude Bourdet et le prix Nobel de physique Alfred Kastler[réf. nécessaire]. Il a défendu de nombreux prévenus indépendantistes bretons et basques, notamment devant la Cour de sûreté de l'État avant sa dissolution en 1981 par François Mitterrand,,,.
Jean-Pierre Mignard a été l'associé de Henri Leclerc au sein du cabinet Ornano. Il a ensuite fondé une société d'avocats avec notamment Francis Teitgen. Il est aujourd’hui associé-gérant de la société d'avocats Lysias Partners (1,9 million d'euros de chiffre d’affaires en 2015).
Il est membre désigné par le Premier ministre du Comité consultatif national d'éthique depuis septembre 2013 renouvelé en 2017 par le ministre de l'Industrie,. Le 24 janvier 2014, il a fait partie de la délégation qui a accompagné François Hollande à l'audience auprès du pape François, puis d'une délégation officielle conduite par le Premier ministre Manuel Valls aux cérémonies de canonisation à Rome des papes Jean XXIII et Jean-Paul II. En 2018, il est membre de la délégation qui accompagne le président Emmanuel Macron en visite au Vatican. En 2015, il est, avec Francis Szpiner, l'avocat de l'émir du Qatar dans sa plainte en diffamation contre Florian Philippot,.
Les 26 et 27 septembre 2022, Jean-Pierre Mignard défend Éliane Houlette, ancienne procureur du Parquet national financier, devant le Conseil supérieur de la magistrature,.

## Parcours universitaire
Avant de soutenir une thèse de doctorat en droit pénal comparé intitulée Cybercriminalité et cyberépression : entre désordre et harmonisation mondiale, distinguée par une mention très honorable avec félicitations du jury à l'université Paris I Panthéon-Sorbonne en 2004, Jean-Pierre Mignard avait obtenu un DEA de sciences criminelles dans cette même université en 1980 et une maîtrise de droit privé à l'université Paris II Panthéon-Assas en 1972.

## Engagement politique et militant
Jean-Pierre Mignard fut l’un des plus jeunes membres de la direction politique nationale du Parti socialiste unifié (PSU) en 1972 (secrétariat national de Michel Rocard). Il s'inscrit dans les courants de la gauche du PSU restés fidèles à mai 68, à l'autogestion et sympathisants des expériences socialistes en cours en Yougoslavie, en Chine ou en Albanie. Il adhère au Parti socialiste en 1984. Il a été plusieurs fois membre de sensibilité rocardienne ou deloriste, ou proche de Ségolène Royal, du Comité directeur ou du Conseil national, et délégué national du Parti socialiste (professions libérales, justice).
Il fonde en 1985 le club Démocratie 2000 et en 1992 le Club Témoin, aux côtés de Jacques Delors, François Hollande qu'il décrit comme un « ami personnel », Jean-Pierre Jouyet, Jean-Michel Gaillard et Jean-Yves Le Drian.
Il fonde avec Bernard Kouchner, le magistrat Yves Lemoine et le docteur Jacques Lebas le groupe dit des « Casques blancs » après la mort de Malik Oussekine[source insuffisante].
Candidat pour la première fois aux élections législatives françaises de 1993 dans la 2e circonscription de la Nièvre, il est battu avec 49,40 % des suffrages. Il abandonne son mandat de conseiller municipal de Cosne-Cours-sur-Loire pour animer les clubs de réflexion dont il est membre.
Il est dans les dix premiers signataires du manifeste de ce qui deviendra le PACS, notamment avec les députés Patrick Bloche et Jean-Pierre Michel.
Avec Joël Roman, il a fondé en octobre 2005, après le rejet par référendum du projet de Traité établissant une Constitution pour l'Europe le 29 mai, le mouvement « Sauvons l'Europe »[réf. nécessaire].
Il est, de fin 2007 à septembre 2009, le Président de l’association Désirs d'avenir, mouvement fondé par Ségolène Royal lors de la campagne présidentielle de 2007. Il est membre du Conseil national du PS depuis le Congrès de Reims (novembre 2008) au titre de la motion de Ségolène Royal et du sénateur-maire de Lyon Gérard Collomb. Il est un des membres fondateurs du club « Droit, Justice et Sécurités » en 2008, notamment avec les professeurs Lazerges et Clay. Il en est le coprésident depuis juin 2013.
Président, puis membre du Conseil d'administration de l'hebdomadaire Témoignage chrétien, dont il est un des actionnaires, il est co-directeur de la rédaction depuis la fin de l'année 2012. Il abandonne cette fonction en décembre 2016 lorsqu'il rejoint le comité politique de la campagne d'Emmanuel Macron.
Il a été membre titulaire à plusieurs reprises du Comité directeur ou du Conseil national du Parti socialiste.
En février 2011, il est désigné comme un des trois membres de la Haute autorité du Parti socialiste, organisme « indépendant et impartial » mis en place pour surveiller le déroulement des primaires socialistes à l'élection présidentielle. il y siège avec Catherine Barbaroux, présidente de l'ADIE, et du préfet honoraire Rémy Pautrat. Il en est le porte parole.
Il est le candidat investi par le PS, les radicaux de gauche et Europe écologie les Verts lors des élections législatives de 2012 à Marseille dans la 2e circonscription, celle de Dominique Tian. Il est battu, au second tour, avec 41,54 % des voix.
Il prend position en faveur de l'autorisation du mariage homosexuel, en tant que catholique.
Il est chargé de l'organisation éthique des primaires du Parti socialiste aux élections municipales de Marseille, Béziers, Aix en Provence et du Havre de 2014. Il est président de la Haute Autorité éthique du Parti socialiste entre janvier 2014 et mars 2016. Il démissionne pour manifester son désaccord sur l'organisation d'une primaire imposée au président de la République, contraire à l'esprit de l'institution de la Ve République. Il est membre du Comité consultatif national d'éthique (CCNE) par décision du Premier ministre (JO de septembre 2013), renouvelé pour un second et dernier mandat en 2017 par le ministre de l'Industrie, et membre du conseil d'administration du Souvenir français depuis septembre 2015.
En décembre 2016, il soutient Emmanuel Macron, candidat En marche ! à l'élection présidentielle de 2017. Dans cette perspective, il perçoit le mouvement d'Emmanuel Macron comme un « UMPS convergent » qui allie « la force et l’efficacité ». Pour lui, dans cette future majorité autour d'Emmanuel Macron, « François Hollande jouera évidemment un rôle important ».
En juin 2022, il soutient Jean-Luc Mélenchon, soucieux de voir une grande réforme institutionnelle.
Dans une tribune publié dans le journal Libération en octobre 2022, il annonce reprendre sa carte au Parti socialiste.

## Décorations
Jean-Pierre Mignard est officier de la Légion d'honneur, chevalier de l’Ordre national du Mérite du Tchad, officier dans l'Ordre de la Valeur du Cameroun et officier de l'ordre national de la Côte d'Ivoire[réf. nécessaire].

## Publications
- Justice pour tous, sous la direction de Jean-Pierre Mignard et Alain Vogelweith, Paris, La Découverte, 2001.
- L’Affaire Clichy : entretien réalisé par Edwy Plenel, avec Emmanuel Tordjman, Paris, Stock, 2006.
- QPC : la question prioritaire de constitutionnalité : pratique et contentieux, sous la direction de Xavier Magnon, Paris, LexisNexis & Litec, 2011 [2e éd. en 2013].
- Le Défi d'Antigone : promenade parmi des figures du droit naturel, avec Yves Lemoine, Paris, Michel de Maule & Les Cahiers Lysias, 2012.
- Sûreté nucléaire : droit et gouvernance mondiale, avec Sébastien Mabile et Michel Mabile, Bruxelles, Bruylant, 2012.
- Gardiens de nos frères, Paris, Stock, 2014.
- Robert F. Kennedy : la foi démocratique, avec la collab. avec Hugo Roussel, préface de Manuel Valls, Paris, Stock, 2016.
- L'Empire des données : essai sur la société, les algorithmes et la loi, avec Adrien Basdevant, Paris, Don Quichotte Éd., 2018.